# Park Narodowy Écrins
Park Narodowy Écrins (fr: Parc national des Écrins) – największy obszarowo z dziesięciu parków narodowych we Francji. Leży w południowo-wschodniej Francji, w Alpach Delfinackich. Powierzchnia Parku wynosi 918 km², powierzchnia jego strefy ochronnej – 1780 km².

## Położenie
Park obejmuje większą część grupy górskiej Écrins. Rozciąga się pomiędzy doliną Romanche w rejonie La Grave na północy i rejonem Les Gourniers na południu oraz między doliną Vallouise na wschodzie i doliną Malsanne w rejonie Entraigues na zachodzie. Około 1/3 terenu Parku leży w departamencie Isère, zaś pozostałe 2/3 – w departamencie Alpy Wysokie. Strefa ochronna obejmuje tereny w górnych partiach dolin Drac, Romanche, Malsanne, Guisane i Durance.

## Charakterystyka
Jest parkiem par excellence wysokogórskim. Na jego terenie wznosi się wielka liczba szczytów o wysokościach przekraczających 3000 m n.p.m., w tym tak znane, jak La Meije (3984 m n.p.m.), Ailefroide (3953 m n.p.m.), Mont Pelvoux (3946 m n.p.m.), Les Bans (3669 m n.p.m.) czy Olan (3564 m n.p.m.). Teren parku kulminuje w jedynym masywie czterotysięcznym Alp Delfinackich – Barre des Écrins (4102 m n.p.m.). Znaczną część terenu parku (według różnych źródeł od 17 000 ha do 12 000 ha, ze stałą tendencją do zmniejszania się) pokrywa z górą 40 lodowców, w tym tak znane jak Biały i Czarny Lodowiec, wskazywane jako klasyczne przykłady alpejskich lodowców dolinnych. Park jest stosunkowo ubogi w jeziora górskie: wśród nich należy wymienić jeziora Eychauda, Lauvitel. Arsine, Pavé i Vallon.

## Klimat
Północne i zachodnie części parku poddawane są wpływom klimatu oceanicznego, podczas gdy część południowa (doliny Drac i Durance) odczuwają już wyraźnie wpływy śródziemnomorskie.

## Flora

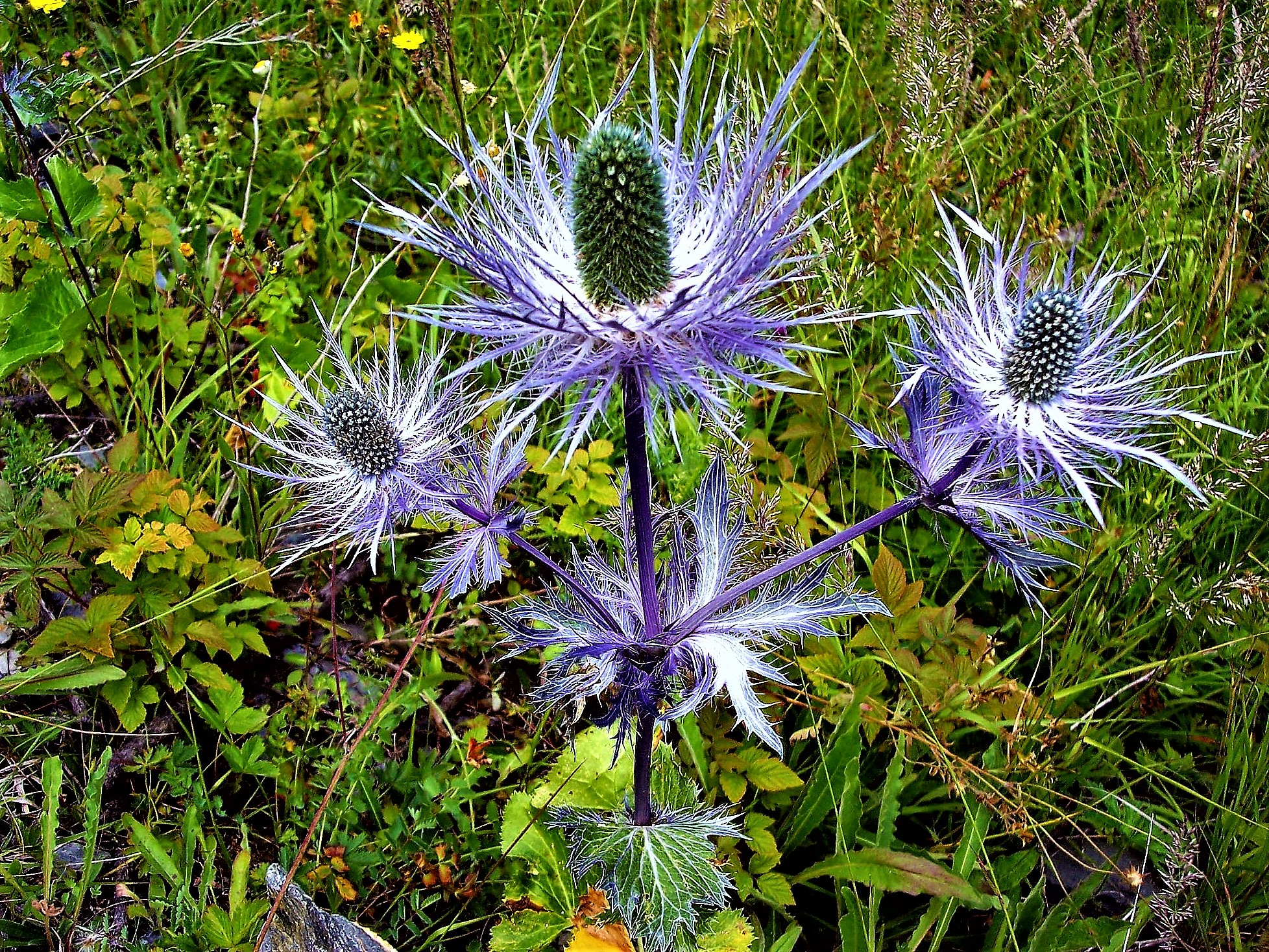
Mikołajek alpejski

Na terenie parku zidentyfikowano ok. 1800 gatunków roślin kwiatowych. Występuje tu szereg gatunków rzadkich lub zagrożonych roślin górskich i alpejskich, jak obuwik pospolity, mikołajek alpejski, lilia bulwkowata czy endemiczny dla Alp Zachodnich i Apeninów orlik alpejski. Rośnie tu także kilka gatunków bylic, używanych do produkcji miejscowych tradycyjnych nalewek (likierów) ziołowych zwanych tu génépi.

## Fauna

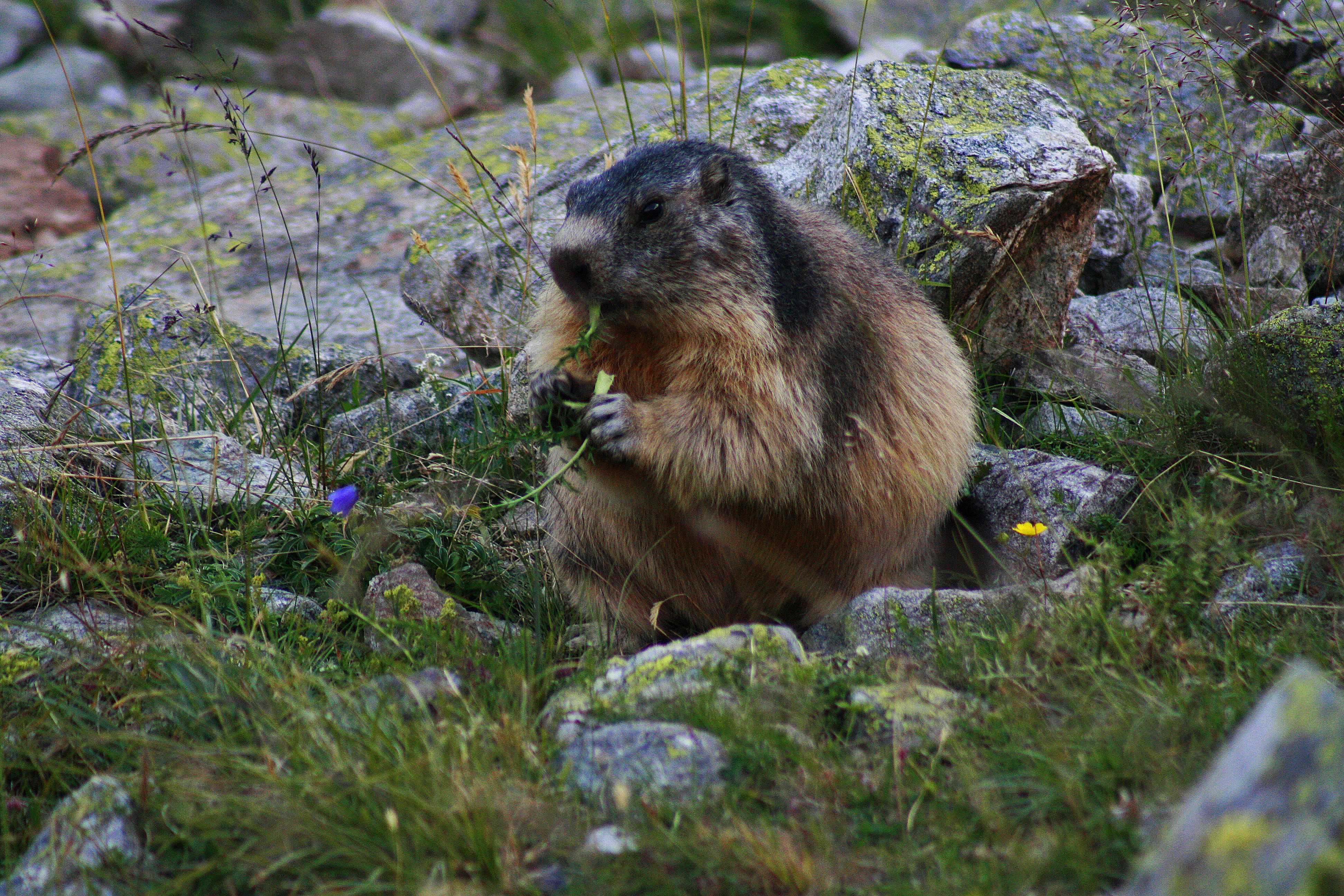
Świstak

Najbardziej charakterystycznymi gatunkami fauny są tu duże kopytne: kozica (w liczbie od ok. 7 tys. do ok. 12 tys. sztuk) i koziorożec alpejski (ok. 600 szt. w trzech rozdzielnych populacjach). Z innych gatunków ściśle alpejskich na terenie parku należy wymienić świstaka, zająca bielaka i pardwę górską. Z rzadkich gatunków awifauny warto zauważyć orła przedniego czy rzadkiego sępa płowego.

## Historia
Park Narodowy Écrins został utworzony w 1973 w oparciu o funkcjonujący od lat międzywojennych obszar chroniony o nazwie "Parc domanial du Pelvoux".

## Turystyka
Na terenie parku wytyczono ponad 1000 km szlaków turystycznych, z czego wyznakowano i objęto utrzymaniem ok. 740 km. Są wśród nich szlaki z wielkiej frankofońskiej sieci Grande Randonnée – m.in. GR 54 Tour de l’Oisans oraz (na peryferiach parku) GR 50 "Tour du Haut Dauphiné". Regiony Champsaur i Valgaudemar trawersuje regionalny szlak "Tour du Vieux Chaillol". Na terenie parku znajduje się ok. 30 schronów i schronisk turystycznych. Park odwiedza rocznie około 800.000 turystów. Jest on także miejscem uprawiania alpinizmu i narciarstwa wysokogórskiego.
Park został wyróżniony Dyplomem Europejskim Obszarów Chronionych.